# Christian Georg Schütz der Ältere

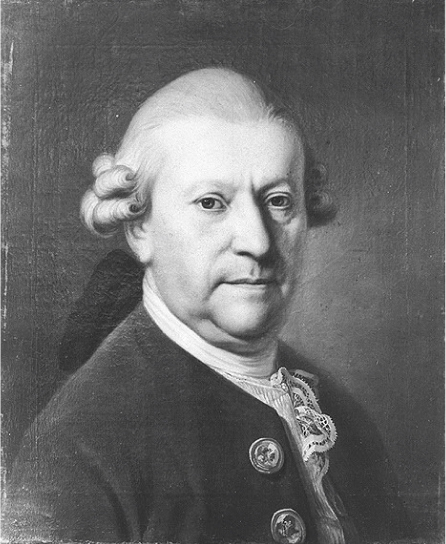
Christian Georg Schütz der Ältere, Porträt von Benedikt Beckenkamp, um 1780

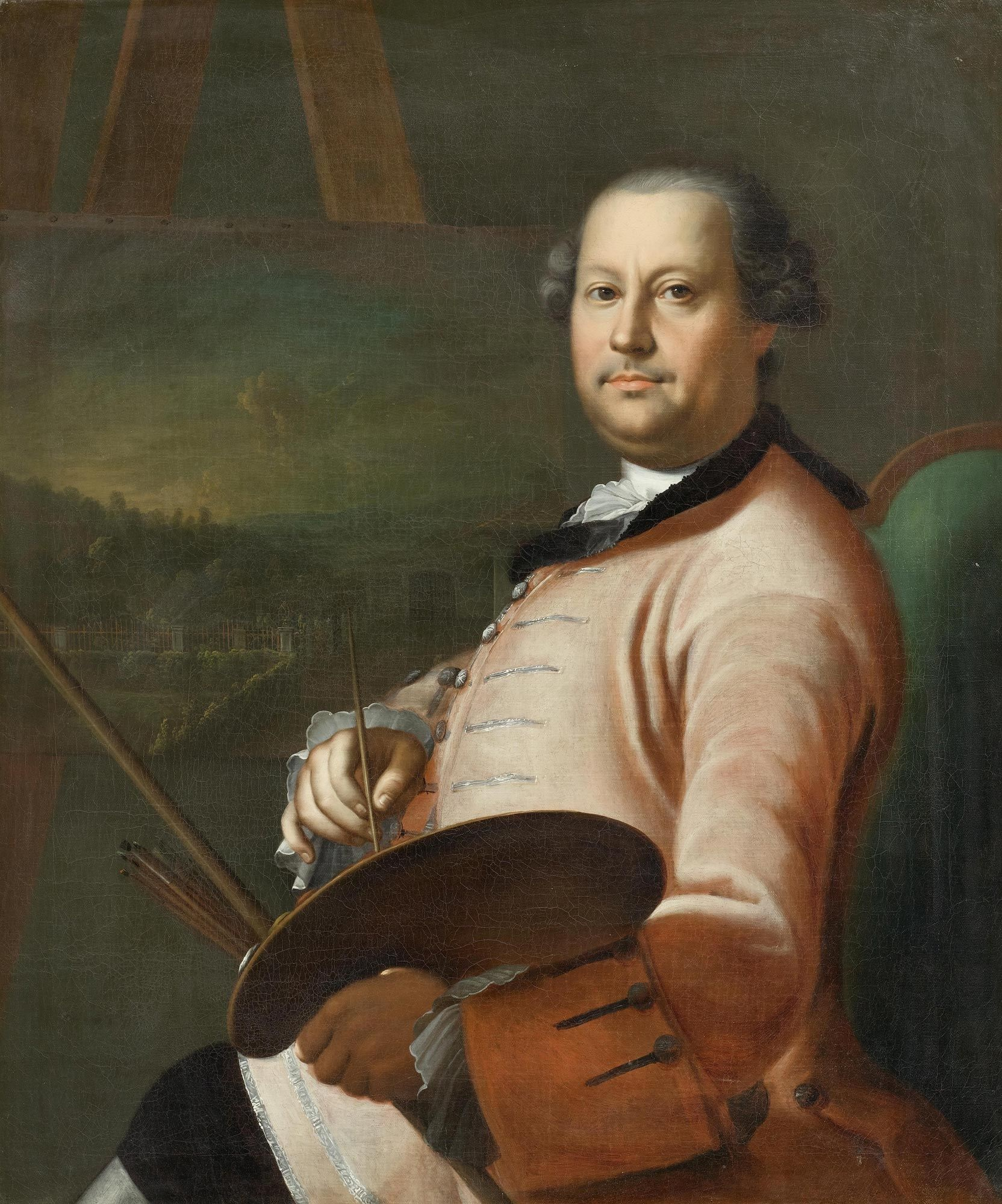
Christian Georg Schütz der Ältere, Ölgemälde von Johann Ulrich Schnetzler, etwa 1761

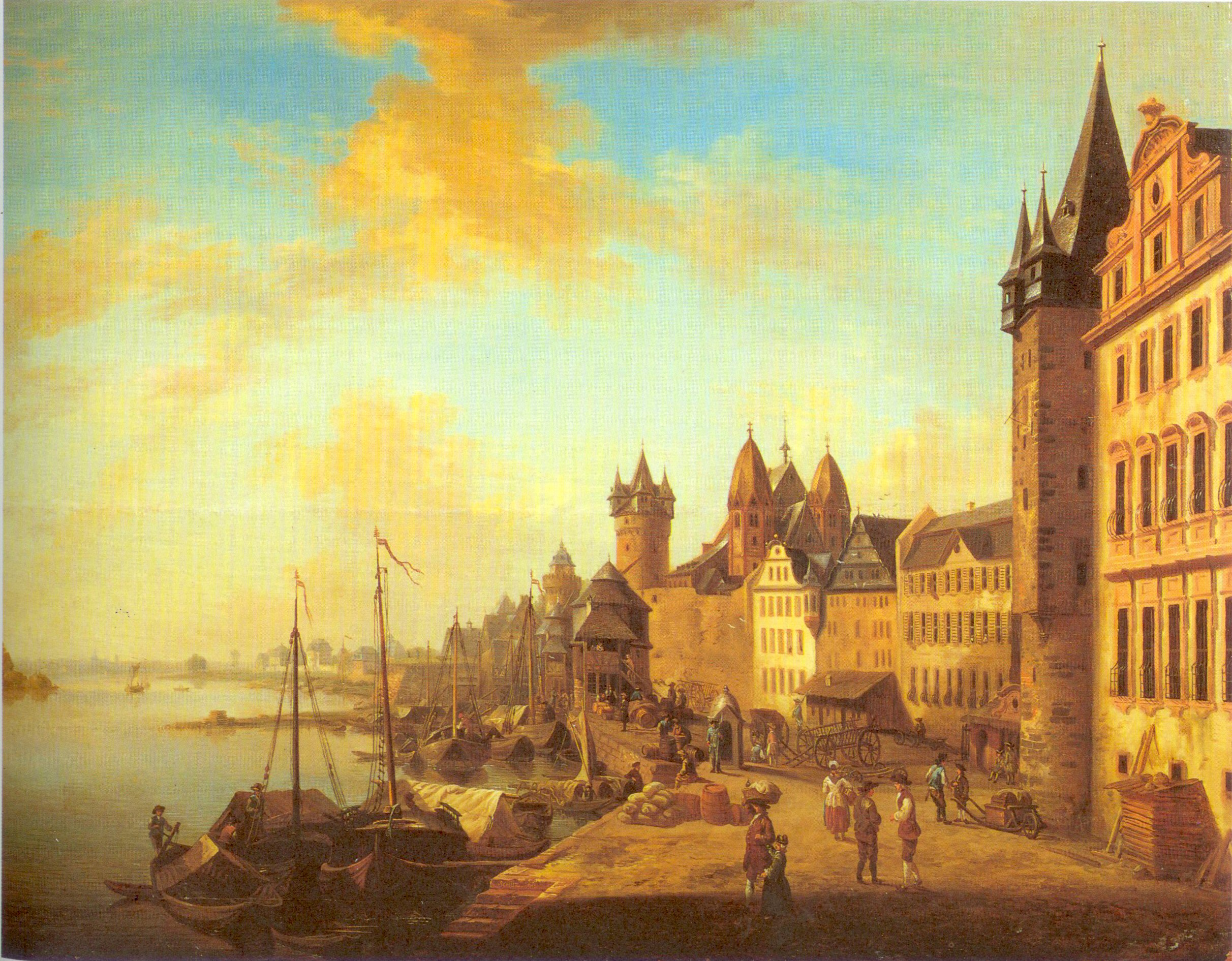
Frankfurter Weinmarkt von Osten. Um 1760

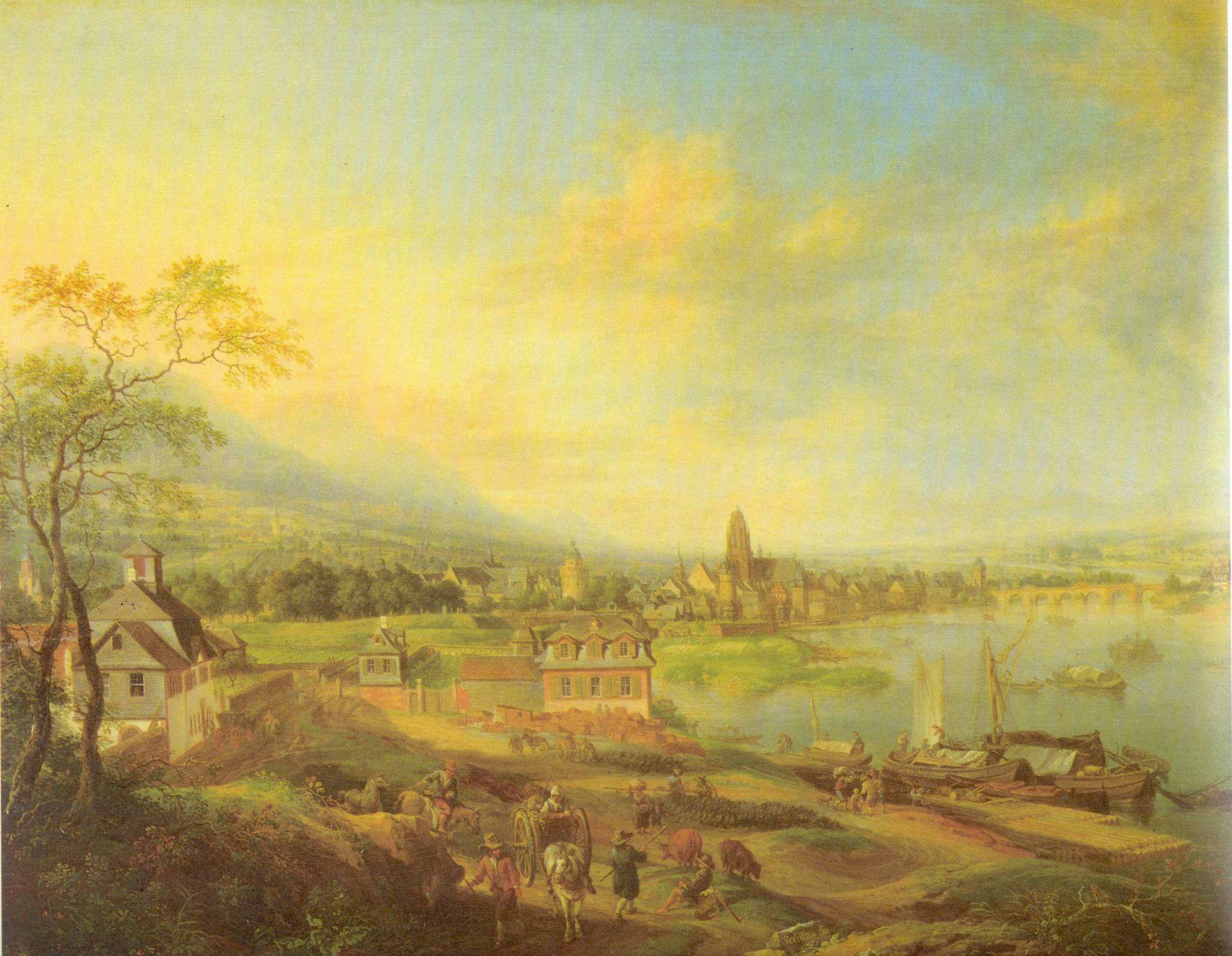
Ansicht der Stadt Frankfurt von Westen

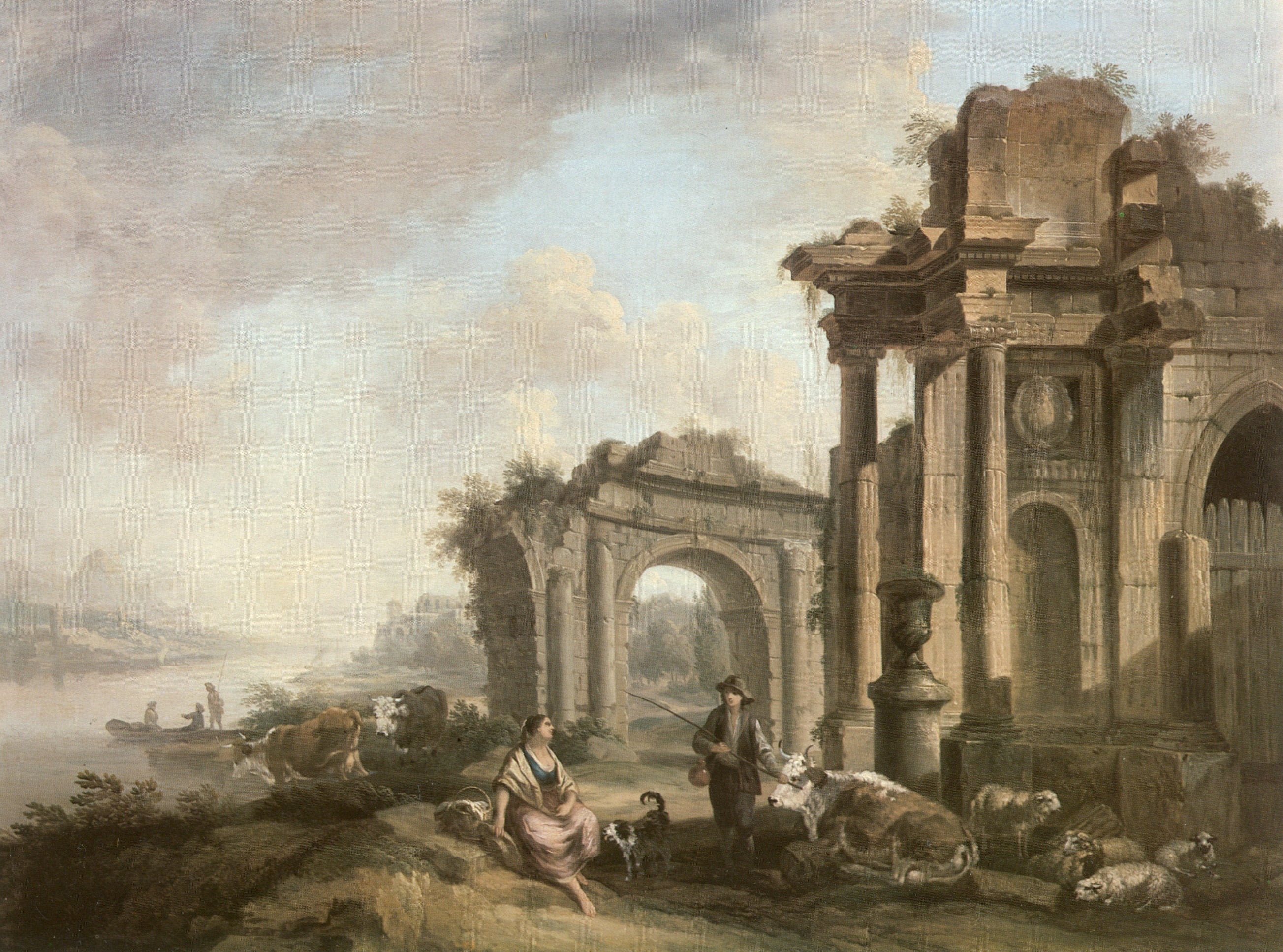
Rastendes Hirtenpaar vor antiken Ruinen, um 1755

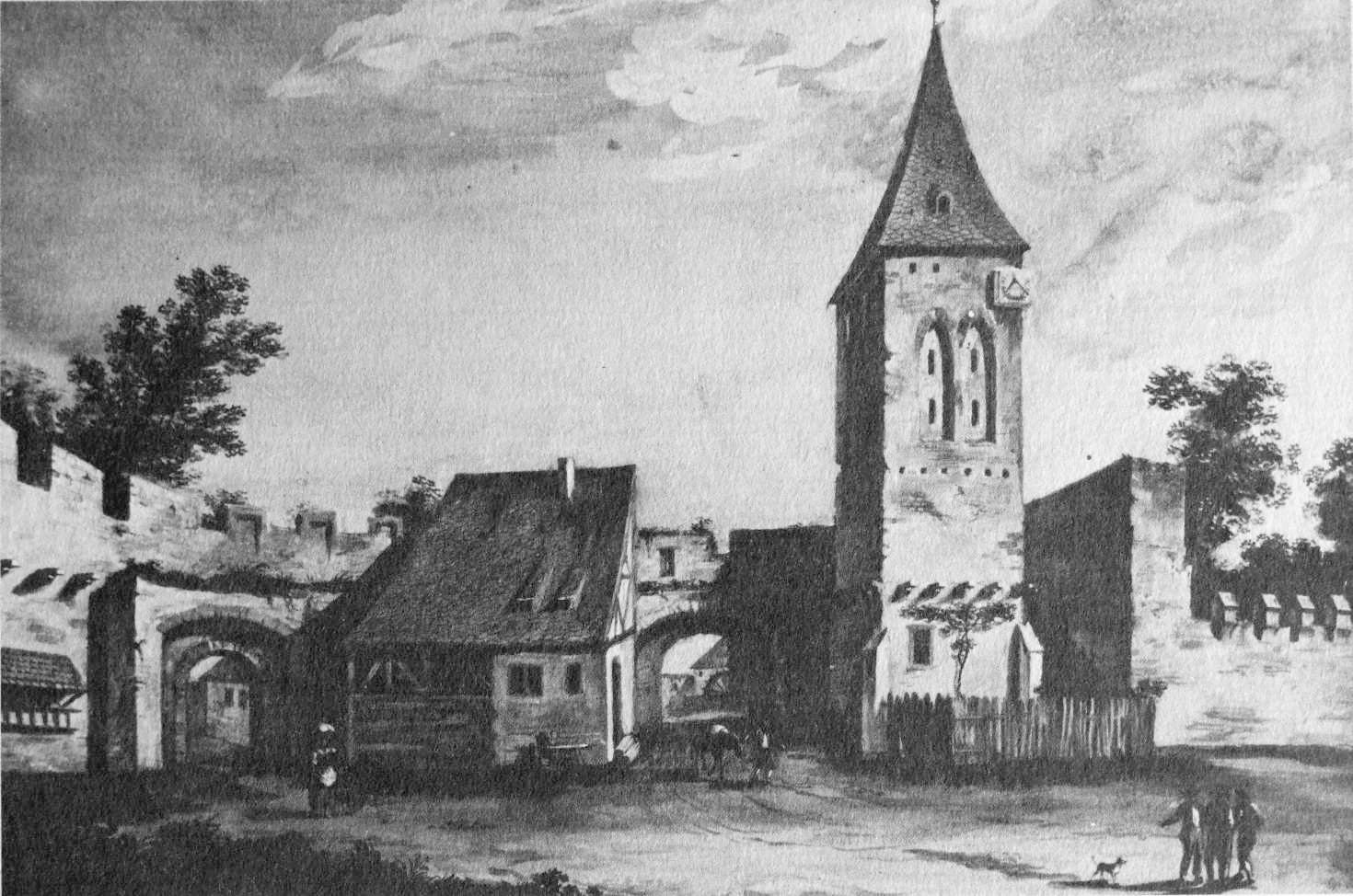
Speyerer Stadtbefestigung am Fischmarkt, Gouache 1760

Christian Georg Schütz der Ältere (* 24. September 1718 in Flörsheim am Main; † 3. Dezember 1791 in Frankfurt am Main) war ein deutscher Maler und Kupferstecher.

## Leben und Werk
Christian Georg Schütz d. Ä. wurde am 24. September 1718 in Flörsheim am Main geboren – als viertes von fünf Kindern des Acker- und Weinbauern Johannes Schütz und seiner Ehefrau Dorothea geb. Breckheimer. Mit 13 Jahren begann er eine vierjährige Lehrzeit bei dem Frankfurter Fresko- und Fassadenmaler Hugo Schlegel. Anschließend ging er nach damaligem Brauch auf die Wanderschaft und war drei Jahre an den Fürstenhöfen von Hohenzollern-Hechingen und Nassau-Saarbrücken tätig, bevor er sich 1743 in Frankfurt am Main niederließ und am 8. Januar 1744 Anna Maria Hochecker ehelichte. Durch diese Hochzeit wurde Schütz Beisasse der Stadt Frankfurt; das volle Bürgerrecht blieb ihm als Katholik in der lutherischen Reichsstadt verwehrt. Schütz gelangte in Frankfurt schnell zu Ruhm und Ansehen. Aus der Ehe gingen zwei Kinder hervor:
- Franz (1751–1781), Maler in Frankfurt und Genf
- Johann Georg (1755–1813), Maler in Frankfurt und Rom im Freundeskreis um Johann Heinrich Wilhelm Tischbein und Johann Wolfgang von Goethe

Nach dem Tod seiner ersten Frau heiratete Schütz 1759 ein zweites Mal. Aus dieser Ehe mit Maria Barbara Josepha Kittner hatte er zwei Kinder:
- Heinrich Joseph Schütz (1760–1822), Maler und Graphiker in Frankfurt und London
- Philippine (1767–1797), Malerin in Frankfurt

Anfangs Fassaden- und Dekorationsmaler, spezialisierte Schütz sich bald auf Landschaftsmalerei und Veduten in Öl. Er unternahm Studienreisen an den Rhein, und in die Schweiz und hielt sich um 1750 an den Fürstenhöfen in Braunschweig, Kassel und Mainz auf. 1759 bis 1762 arbeitete er für den französischen Stadtkommandanten von Frankfurt, Graf Thoranc. Um die zahlreichen Aufträge zu bewältigen, unterhielt er eine Werkstatt in Frankfurt, in der neben Lehrlingen und Gehilfen auch Familienangehörige arbeiteten. 1763 wurde er jüngerer Vorsteher, 1764 älterer Vorsteher der Frankfurter Malerzunft. 1770 nahm er einen Sohn seines Cousins, Christian Georg Schütz „den Vetter“, als Lehrling in seine Werkstatt auf.
Erst am 28. Dezember 1779 konnte er das Frankfurter Bürgerrecht ex speciali gratia, das heißt aus besonderer Gnade des städtischen Rates, erwerben. Das dafür fällige Probestück, eine Landschaft mit Hirten, befindet sich heute im Historischen Museum.
Er starb 1791 in Frankfurt. Nach seinem Tode führte sein Sohn Johann Georg die Werkstatt weiter.
Bekannt sind von ihm romantische Rheinlandschaften, von denen sich einige der besten im Landesmuseum Bonn befinden. Beispiele hierfür sind Ansichten von Eltville und Bingen, die 2013 im Museum Wiesbaden in einer Ausstellung zum Thema Rheinromantik zu sehen waren.